# ГЕС Buford
ГЕС Buford — гідроелектростанція у штаті Джорджія (Сполучені Штати Америки). Знаходячись перед ГЕС Морган-Фоллс (16,8 МВт), становить верхній ступінь в каскаді на річці Чаттахучі, правій твірній Апалачіколи (дренує південне завершення Аппалачів та впадає до лиману Апалачікола на узбережжі Мексиканської затоки).
У межах проекту річку перекрили земляною греблею висотою від тальвегу 59 метрів, довжиною 719 метрів та товщиною від 12 (по гребеню) до 305 (по основі) метрів, яка потребувала 2,9 млн м3 матеріалу. Вона утримує водосховище Lanier, витягнуте по долині Чаттахучі на 71 км (велика затока довжиною 31 км також існує в долині правої притоки Chestattee), яке має площу поверхні від 90,8 км2 до 153,9 км2 (у випадку повені до 254,5 км2) та об'єм до 4,1 млрд м3, з яких 1,29 млрд м3 є корисним об'ємом для виробництва електроенергії, а ще 0,77 млрд м3 зарезервовані на випадок протиповеневих заходів. При цьому в операційному режимі рівень може коливатись між позначками 315 та 326 метрів НРМ, тоді як під час повені досягає 335 метрів НРМ.
Пригреблевий машинний зал обладнали трьома турбінами типу Френсіс — двома потужністю по 40 МВт та однією з показником 6 МВт (у 1999-му станція пройшла модернізацію і станом на другу половину 2000-х її загальна максимальна потужність рахувалась як 106 МВт). Використовуючи напір від 31 до 47 метрів (номінальний напір 41 метр) вони забезпечували виробництво 250 млн кВт-год електроенергії на рік.